# Jan Micker

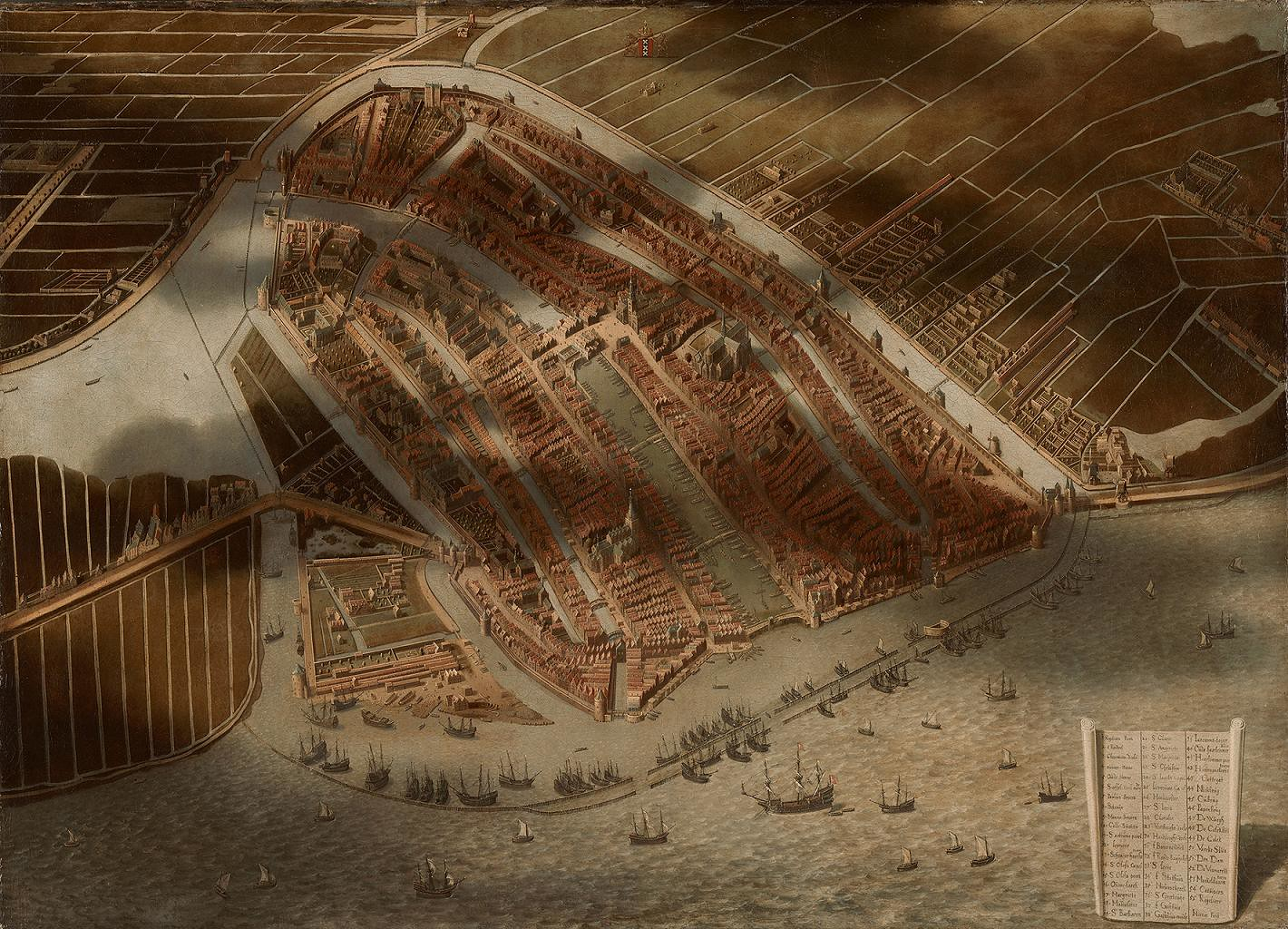
Jan Micker: Vogelvlucht – Amsterdam aus der Vogelperspektive (um 1652)

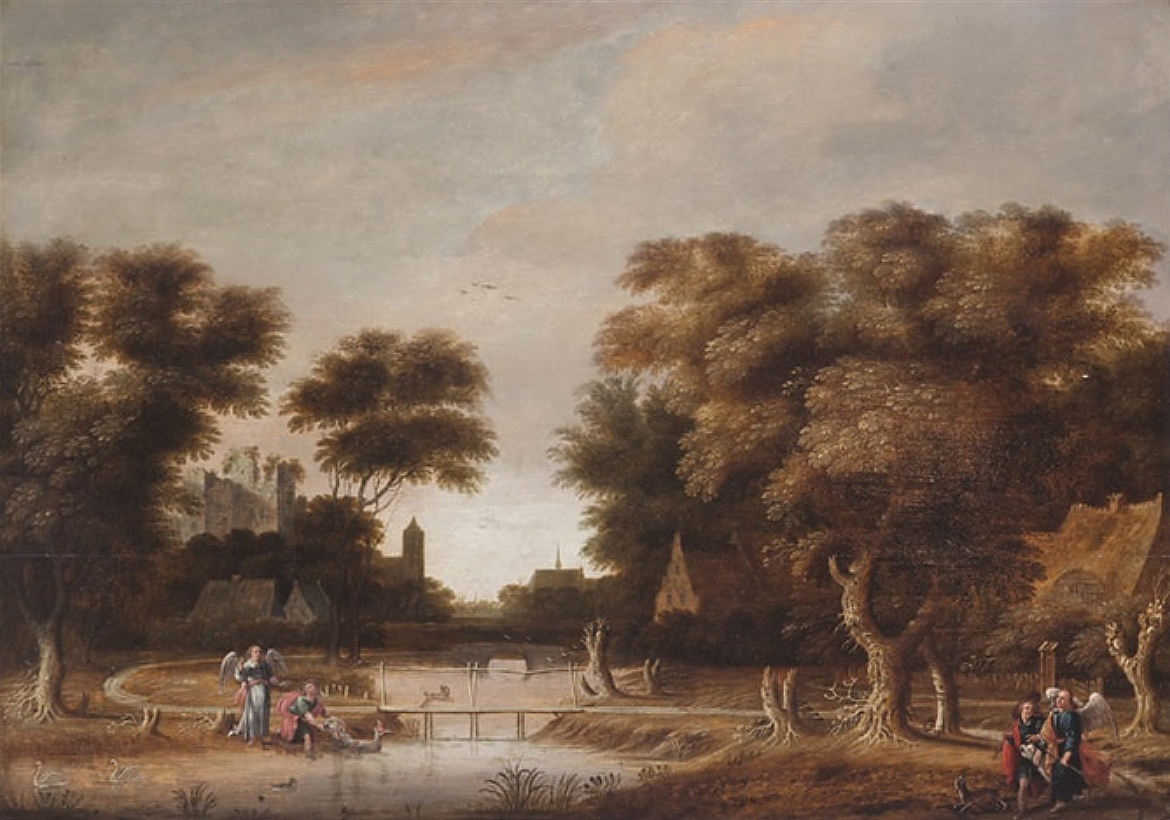
Jan Fransz Dammeroen und Jan Micker: Tobias und der Erzengel Raphael

Jan Christiaensz. Micker (* um 1599 in Amsterdam; † 1664 ebenda) war ein niederländischer Landschaftsmaler des Goldenen Zeitalters. Christiaensz. ist die Abkürzung für Christiaenszoon und bedeutet Sohn des Christiaen.

## Leben und Werk
Jan Mickers Geburtsjahr ist nicht gesichert. Nach eigenen Angaben war er 1626 26 Jahre alt und 1631 über 33 Jahre alt. Als Geburtsjahr kommen daher die Jahre zwischen 1598 und 1600 in Betracht. Am 16. Juli 1626 verlobte er sich mit Annetie Pieters. Sein Bruder Barent Micker (1615–87) war mit Lijsbeth, der jüngsten Schwester von Jan Baptist Weenix verheiratet. 1653 wohnte er an der Prinsengracht in Amsterdam gegenüber der Noorderkerk in einem Haus, das den Namen t Wapen van Amsterdam trug. Am Ende seines Lebens wohnte er an der Lindengracht im Stadtteil Jordaan. Sein Grabmal befindet sich in der Noorderkerk, wo er am 12. oder 14. April 1664 begraben wurde.
Jan Micker wirkte als Maler ab 1618 bis zu seinem Tod. Er war der erste Lehrer von Jan Baptist Weenix und malte die Staffage in Gemälden von Jan Fransz Dammeroen, Hans Jurriaensz van Baden und Joachim Govertsz Camphuysen. Sein bekanntestes Gemälde ist Vogelvlucht, das Amsterdam aus der Vogelperspektive zeigt. Das Bild entstand um 1652 und befindet sich heute im Amsterdam Museum. Als Vorlage diente ein Gemälde von Cornelis Anthonisz. aus dem Jahr 1538. Das Gemälde zeigt also nicht die Topologie von Amsterdam um 1652. Zu diesem Zeitpunkt war die Stadt bereits nach Westen um die drei Kanäle Herengracht, Keizersgracht und Prinsengracht und um das Jordaanviertel erweitert worden.